# Isoetes braunii
Isoetes braunii là một loài dương xỉ trong họ Isoetaceae. Loài này được Unger mô tả khoa học đầu tiên năm 1850.
Danh pháp khoa học của loài này chưa được làm sáng tỏ. 